# 北京地安门中学
北京地安门中学始创于1901年10月，初名为顺天中学堂，后于1907年更名为顺天高等学堂。2008年3月11日，北京地安门中学被撤销停办。

## 历史
1901年，慈禧太后推新政、办新学，清廷于同年8月清廷下发《兴学诏》。1901年8月，顺天府尹陈璧上书清政府主张在顺天府学内开设西文东文学堂，获清政府首肯。1901年10月，因学堂入学者众，陈璧奏请将北京地安门外的兵将局（现今北京地安门东大街附近）改办为顺天中学堂，后经清政府的批准，在原西文东文学堂的基础上创办顺天中学堂。该学堂虽名中有中学堂一称，但并非指授中等教育，而是指地标方位，该校与高等学堂为同一层级。
1902年秋天，顺天中学堂正式开学，慈禧太后、光绪皇帝亦遣使赐赏以表支持。但在1905年前，顺天中学堂受科举制度的影响，发展不畅。在科举制度废除后，顺天中学堂迎来发展的黄金时期，于1907年改名为顺天高等学堂。
中华民国成立后。1914年，顺天高等学堂更名为京兆省公立第一中学校；1925年，更名为京兆省公立高级中学。
南京国民政府成立后，北京不再作为首都。1928年，京兆省公立高级中学更名为河北省立第十七中学。1933年，更名为河北省立北平中学。日本占领北平时期，该校更名为北京市高级中学。抗日战争胜利后，该校恢复河北省立北平中学名称。
1949年后，该校名又改名为河北省立北京高级中学。1952年，河北省立北京高级中学与河北北京师范学校初中部合并，新校名为河北省北京中学。
1972年，河北省北京中学转隶为北京市所属，更名为北京市第144中学。1979年，北京市144中学编制被北京市教委撤销，原有人员调至在顺天高等学堂旧址新成立的地安门中学。北京地安门中学的办学规模涵盖了从初一到高三的六个年级。

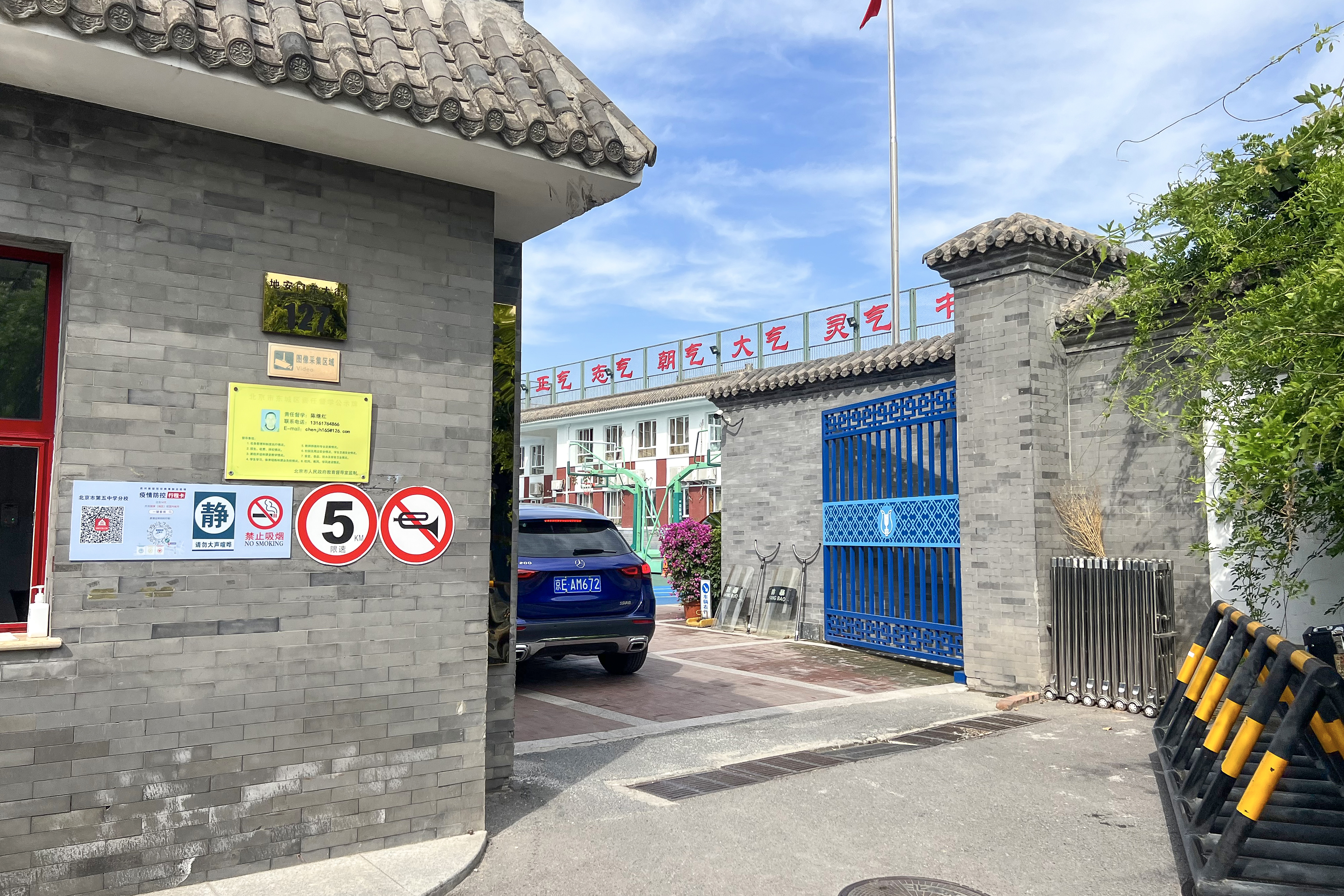
五中分校地安门校区

2008年3月11日，北京东城区教委宣布对北京地安门中学撤销停办的决定，该校被并入北京市第五中学分校；现其校址被北京市第五中学分校（地安门校区）使用。

## 知名校友
- 国学大师梁漱溟[4]
- 作家王蒙[5]
- 中国共产党的早期创始人张申府[3]
- 哲学史专家、北大校长汤用彤[3]